# Björn Ivroth

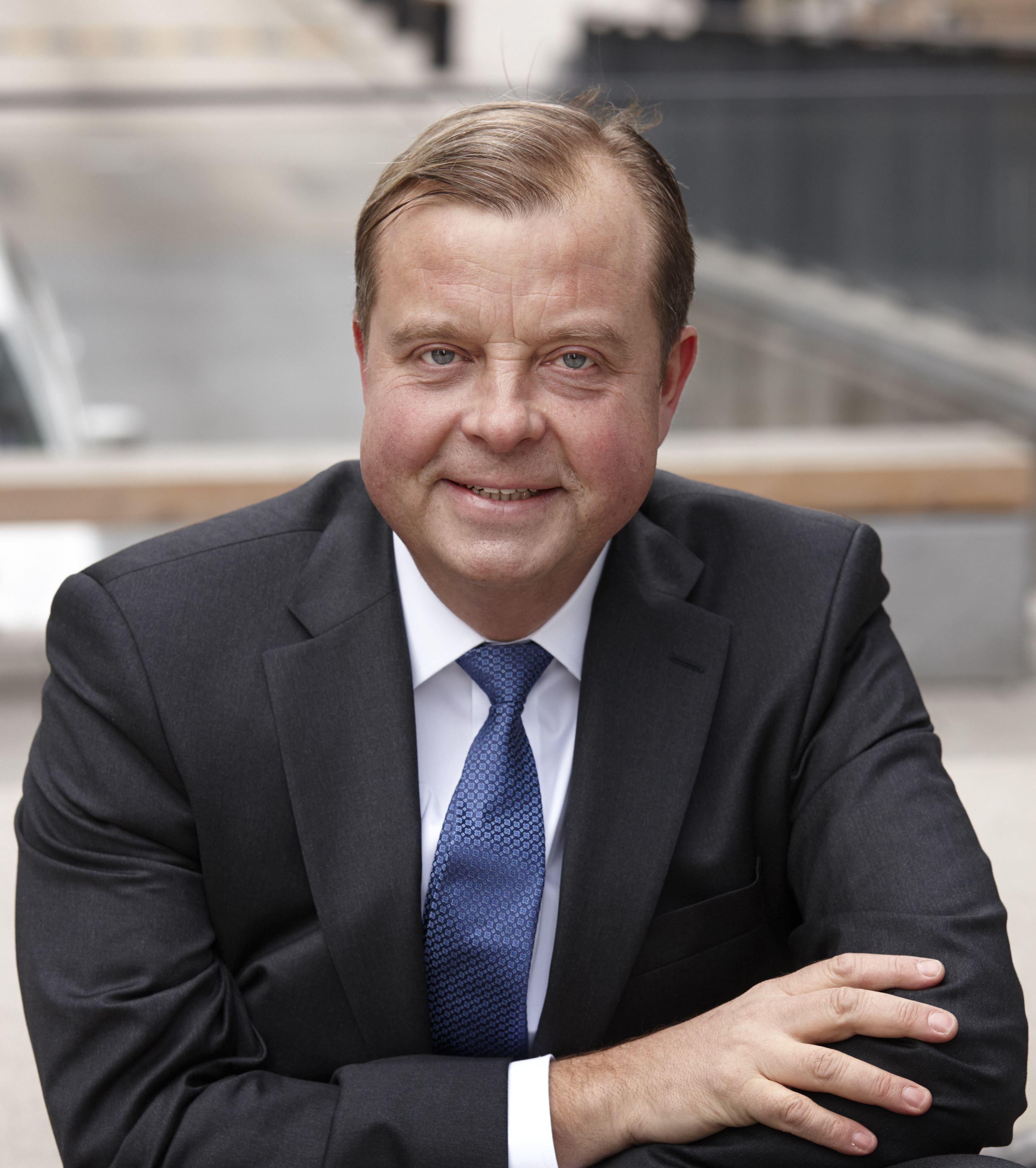
Björn Ivroth år 2015

Björn Ivroth, född 6 september 1959 i Göteborg, är en svensk företagsledare. 
I mars 2015 blev Ivroth utsedd till koncernchef för IT-tjänsteföretaget EVRY. Innan han började hos EVRY var han VD för CGI Sverige, där han var med och genomförde fusionen mellan CGI Group och Logica. Ivroth har tidigare haft ledande positioner hos IBM och Accenture, och arbetat med IT-relaterade frågor och outsourcing. Ivroth började sin karriär hos konsultbolaget  McKinsey.   
Björn Ivroth har en MBA i bokföring och finans från Handelshögskolan i Göteborg.